# Greta Scacchi
Greta Scacchi (Milão, 18 de fevereiro de 1960) é uma atriz ítalo-australiana.

## Biografia
Greta Scacchi nasceu em Milão, Itália, filha do pintor e negociante de arte italiano Luca Scacchi - chamado de "Gracco" por seu amigo Pablo Picasso, apelido que foi incorporado muitas vezes ao seu nome - e da dançarina e curadora de antiguidades inglesa Pamela Risbey. Seus pais se divorciaram quando ela tinha quatro anos de idade, e sua mãe retornou ao seu país natal com Greta e seus dois irmãos mais velhos, inicialmente para Londres, e depois para Haywards Heath, West Sussex. Em 1975, após o casamento de sua mãe com Giovanni Carsaniga, a família se fixou em Perth, na Austrália, onde ela frequentou a Hollywood Senior High School e a Universidade da Austrália Ocidental (University of Western Australia, UWA). Fez sua estreia no teatro numa encenação da peça Early Morning, de Edward Bond, realizada no New Dolphin Theatre de sua universidade.

## Carreira

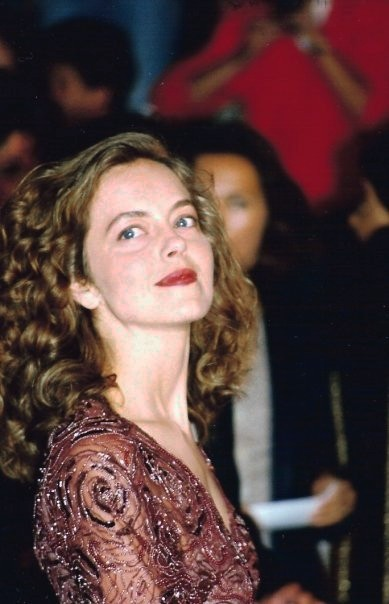
Greta Scacchi no Festival de Cannes de 1994.

Em 1977 Scacchi deixou a universidade e retornou à Inglaterra para ir atrás da carreira de atriz, estudando na Bristol Old Vic Theatre School com Miranda Richardson e Amanda Redman. Em 1982 fez sua estreia no cinema, no filme alemão Das Zweite Gesicht (O Segundo Rosto), tendo posteriormente performances versáteis em filmes como Heat and Dust (1983), The Ebony Tower (1984), The Coca Cola Kid (1985), White Mischief (1987), Presumed Innocent (1990), The Player (1992) e Country Life (1994). Recusou o papel de Catherine Trammell em Basic Instinct (br: Instinto Selvagem), de 1992, que posteriormente foi celebrizado por Sharon Stone.
Em 1996 venceu um Prêmio Emmy por seu trabalho como a imperatriz Alexandra Fyodorovna da Rússia no filme para a televisão Rasputin: Dark Servant of Destiny, e foi indicada para o Globo de Ouro de diversos outros prêmios. Em 2007 recebeu uma indicação para o Emmy de melhor atriz coadjuvante em minissérie ou filme por Broken Trail.
Scacchi fala fluentemente inglês, francês, alemão e italiano, o que faz dela uma escolha popular para os responsáveis pela escolha de elencos em filmes europeus, bem como produtores e diretores daquele continente.

### Vida pessoal
Scacchi teve um relacionamento com o ator americano Vincent D'Onofrio entre 1989 e 1993, com quem teve uma filha, Leila, nascida em 20 de março de 1992. A atriz também tem um filho, Matteo Mantegazza, nascido 1998, fruto de um relacionamento com seu primo italiano, Carlo Mantegazza.
Scacchi tentou obter a cidadania britânica após fazer 18 anos de idade, porém não logrou êxito devido a seu pai ser estrangeiro. Após tentar novamente sem sucesso, decidiu não mais procurar obtê-la e simplesmente manter seu passaporte italiano. Em janeiro de 1995 se tornou uma cidadã australiana, e desde então tem dupla nacionalidade.
Viveu por muitos anos em Hurstpierpoint, até se mudar, em 2011, para uma propriedade alugada em East Grinstead devido a uma disputa litigiosa com um vizinho.

## Filmografia
- Das Zweite Gesicht (1982)
- Dead on Time (1982)
- Heat and Dust (1983)
- The Ebony Tower (1984)
- Camille (1984) TV
- Waterfront (1984) TV
- Defence of the Realm (1985)
- Burke & Wills (1985)
- Dr. Fischer of Geneva (1985) TV
- The Coca-Cola Kid (1985)
- Carve You In Marble (agosto de 1986)
- White Mischief (1987)
- Good Morning, Babylon (1987)
- A Man in Love (Un homme amoureux) (1987)
- The Moon Woman (1988)
- Love and Fear (1988)
- Three Sisters (1988)
- Presumed Innocent (1990)
- Shattered (1991)
- Fires Within (1991)
- Salt on Our Skin (1992)
- The Player (1992)
- Turtle Beach (1992)
- Country Life (1994)
- The Browning Version (1994)
- Jefferson in Paris (1995)
- Emma (1996)
- Cosi (1996)
- Rasputin: Dark Servant of Destiny (1996) TV
- The Odyssey (1997) TV
- The Serpent's Kiss (1997)
- Love and Rage (1998)
- The Red Violin  (1998)
- Macbeth (1998) TV
- Ladies Room (1999)
- Cotton Mary (1999)
- Tom's Midnight Garden (1999)
- The Manor (1999)
- Christmas Glory 2000 (2000) TV
- One of the Hollywood Ten (2000)
- Looking for Alibrandi (2000)
- The Farm (2001) TV
- Festival in Cannes (2001)
- Jeffrey Archer: The Truth (2002) TV
- Daniel Deronda (2002) TV
- The Buzz of the Flies (2003)
- Baltic Storm (2003)
- Beyond the Sea (2004)
- Under False Name (2004)
- Flightplan (2005)
- Broken Trail (2006)
- Marple: By the Pricking of my Thumbs (2006)
- The Book of Revelation (2006)
- Hidden Love (2007)
- Brideshead Revisited (2008)
- Shoot on Sight (2008)
- The Trojan Horse (2008) TV
- Ways to Live Forever (2010)
- Hindenburg (2011) TV
- Head Full of Honey (2018)